# Bremer Musikfest-Preis
Mit dem internationalen Bremer Musikfest-Preis zeichnet das Musikfest Bremen seit 1998 herausragende Musikkünstler dieses Festivals aus, die darüber hinaus „zu einer Bereicherung und Weiterentwicklung des internationalen Musiklebens beigetragen haben.“ Gemeinsam mit der Commerzbank-Stiftung (Hauptpreis) und dem Deutschlandfunk Köln (Förderpreis) ehrt das Musikfest Bremen international herausragende Interpreten, Komponisten, Dirigenten oder Ensembles bzw. unterstützt entsprechende Nachwuchskräfte. Der Musikpreis besteht aus einer handgegossenen Orpheus-Bronzeskulptur des Bremer Bildhauers Bernd Altenstein und war bis 2011 verbunden mit einer Preissumme von 25.000 Euro.

## Förderpreis Deutschlandfunk
Zusätzlich verleiht das Musikfest Bremen zusammen mit dem Deutschlandfunk den Förderpreis Deutschlandfunk, mit dem „hochbegabte Nachwuchskünstler – Interpreten, Komponisten oder Dirigenten“ gefördert werden sollen, die „durch ihr Wirken bereits beeindruckende individuelle Akzente gesetzt und sich für eine bedeutende internationale Karriere empfohlen haben.“ Die Förderpreisträger erarbeiten als Artist in Residence gemeinsam mit dem Deutschlandfunk Studio-Aufnahmen und eine CD-Produktion und erhalten für das darauffolgende Musikfest ein Engagement.

## Preisträgerinnen und Preisträger
- 1998 John Eliot Gardiner; Förderpreis: Tanja Tetzlaff
- 1999 Gidon Kremer und die Kremerata Baltica; Förderpreis: Aniello Desiderio
- 2000 Klaus Maria Brandauer und der Dirigent Thomas Hengelbrock; Förderpreis: Julia Fischer
- 2001 Jessye Norman; Förderpreis: new art saxophone quartet
- 2002 Nikolaus Harnoncourt; Förderpreis: Nicola Jürgensen
- 12003 András Schiff; Förderpreis: Sergey Khachatryan
- 2004 Roger Norrington; Förderpreis: Yu Kosuge
- 2005 Marc Minkowski; Förderpreis: Lera Auerbach
- 2006 Anne Sofie von Otter; Förderpreis: Patricia Kopatchinskaja
- 2007 Kristjan Järvi und sein Absolute Ensemble; Förderpreis Kristian Bezuidenhout (Pianist)
- 2008 Fazıl Say; Förderpreis: Antoine Tamestit (Bratschist)
- 2009 Hélène Grimaud; Förderpreis: Cinquecento (Vokalensemble)
- 2010 Jos van Immerseel; Förderpreis: Spira mirabilis (Orchester)
- 2011 Masaaki Suzuki; Förderpreis: Sophie Pacini
- 2012 Harald Vogel; Förderpreis: Mikayel Balyan und Davit Melkonyan
- 2013 Förderpreis: Chiaroscuro Quartet
- 2014 Ottavio Dantone und Accademia Bizantina; Förderpreis: Leonard Elschenbroich (Cellist)
- 2015 Janine Jansen; Förderpreis: Simone Rubio (Perkussionist)[1]
- 2016 Rolando Villazón; Förderpreis: Jean Rondeau (Cembalist)
- 2017 Jérémie Rhorer[2]; Förderpreis: Aaron Pilsan (Pianist)
- 2018 Metropole Orkest & Chefdirigent Jules Buckley; Förderpreis: Äneas Humm (Bariton)
- 2019 Teodor Currentzis; Förderpreis: Diamanda La Berge Dramm (Violinistin)[3]
- 2021 Philippe Herreweghe[4]
- 2022 Philippe Jaroussky[5]; Förderpreis: Bohdan Luts (Violinist)[6]
- 2023 Martin Grubinger[7]; Förderpreis: Nicolò Umberto Foron (Dirigent)[8]
- 2024 René Jacobs[9]; Förderpreis: Anton Mejias (Pianist)[10]